# Valkó Eszter
Valkó Eszter (Budapest, 1974. július 16. –) rádiós és televíziós műsorvezető, színész.

## Életpályája
Angolul, hollandul és franciául  beszél.[forrás?] Színésznőként végzett a Gór Nagy Mária-féle színitanodában, és rövid ideig a Vidám Színpadon játszott. Előbb rádiós, később televíziós műsorvezető lett. Első műsora a Családi kör volt, ahol mindig a rossz gyerek karakterében tűnt fel. Az RTL Klubon a Repülj most!, Reggeli és a Havazin című műsorokat vezette. Emellett a Cool TV állandó műsorvezetője volt. A televíziózás mellett rendszeresen játszik színházban, többek között a Gőzben, a Tojás a lecsóban és a Szabadapály című darabokban.